# Riera de la Quadra
La riera de la Quadra és un curs fluvial del Baix Camp. La riera és seca i només corre l'aigua amb pluja molt forta. Pren aquesta denominació quan es produeix l'aiguabarreig de la Riera d'Almoster i del Barranc del Pi del Burgar.
Comença al peu del puig d'En Cama, sota el Mas d'Alimbau. Passa a tocar de les cases d'Almoster, per això també se li diu Riera d'Almoster. Des del començament fins a l'alçada del poble, uns dos quilòmetres, és, més aviat, un barranc. A partir del poble d'Almoster el pendent és més suau i es va transformant en riera. En la major part del seu recorregut fa de límit entre els termes municipals d'Almoster i de la Selva del Camp fins que entra completament dins d'aquest terme. Després entra al terme de Reus, on se li ajunta el barranc del Pi del Burgar vora el Mas del Caixés, sota la carretera de Sant Ramon, passa pel costat de l'aeroport de Reus, té a la vora el monumental pi de Bofarull. Allí se la coneix com a riera del pi de Bofarull. Poc després s'uneix a la riera del Molinet i canvia el nom, passa a dir-se riera del Mas de Sostres
La Riera del Mas de Sostres, que després de passar entre Vila-seca i la Canonja se li uneix la riera de la Boella i desemboca al mediterrani al sud de la Universitat Laboral, al Port de Tarragona.
La Riera de la Quadra, des del seu inici, està declarada com a camí ramader.